# 滝井義高
滝井 義高（たきい よしたか、1915年（大正4年）2月25日 - 2005年（平成17年）12月19日）は、日本の政治家、医師。日本社会党衆議院議員、福岡県田川市長を歴任した。

## 経歴
福岡県出身。旧制明治中学校を経て、東京慈恵会医科大学を卒業し、病院を開業する。
1947年（昭和22年）田川市議会議員選挙に立候補し当選する。1951年（昭和26年）福岡県議会議員選挙に立候補し当選する。日本社会党発足に参加するとともに、地元の筑豊炭田などの炭鉱労組の社会労働問題に精通する。
1953年（昭和28年）第26回衆議院議員総選挙に社会党から立候補し当選する。当選回数5回。社会党では、国会対策副委員長、選挙対策委員長などを務め、社会政策、労働政策の論客として活躍した。
1979年（昭和54年）田川市長選挙に社会党推薦で立候補し当選。連続6回当選し、市長としては全国最高齢ということで知られていた。「滝井党」と呼ばれるほど保守・革新問わず根強い支持があったが2003年（平成15年）引退する。
一貫して社会党、社民党に所属していた。2005年（平成17年）12月19日、脳梗塞のため死去した。享年90。